# Élan (singolo)
Élan è un singolo del gruppo musicale finlandese Nightwish, pubblicato il 13 febbraio 2015 come primo estratto dall'ottavo album in studio Endless Forms Most Beautiful.

## Descrizione
Si tratta della prima pubblicazione del gruppo con la cantante olandese Floor Jansen e con Troy Donockley in qualità di componente ufficiale della formazione. Inoltre Kai Hahto dei Wintersun sostituisce temporaneamente Jukka Nevalainen alla batteria.

Il brano è stato annunciato l'8 dicembre 2014 sul sito ufficiale del gruppo musicale. Secondo il tastierista e compositore Tuomas Holopainen, il brano è «una meravigliosa anteprima dell'intero album, dà un piccolo assaggio ma rivela molto poco del viaggio reale che sta per venire». Lo stesso ha inoltre dichiarato che il punto di partenza per scrivere la canzone è stata una citazione di Walt Whitman (descritto da lui come il suo "eroe zio Walt"):

## Video musicale
Il videoclip, pubblicato il 13 febbraio, mostra alcuni famosi attori finlandesi e, a detta di Holopainen, è ispirato alle storie mai raccontate di posti abbandonati in Finlandia».

## Tracce
Testi e musiche di Tuomas Holopainen.
CD promozionale (Germania)
1. Élan (Radio Edit) – 4:01
2. Élan (Album Version) – 4:48

CD singolo (Europa), 10" (Europa)
1. Élan (Album Version) – 4:48
2. Sagan – 4:45
3. Élan (Alternate Version) – 4:26
4. Élan (Radio Edit) – 4:01

Download digitale
1. Élan – 4:48
2. Élan (Alternate Version) – 4:26
3. Élan (Radio Edit) – 4:01

## Formazione
Gruppo
- Floor Jansen – voce, arrangiamento
- Marco Hietala – basso, voce, chitarra acustica, arrangiamento
- Emppu Vuorinen – chitarra, arrangiamento
- Tuomas Holopainen – tastiera, pianoforte, arrangiamento
- Jukka Nevalainen – batteria,[4] arrangiamento
- Troy Donockley – uilleann pipes, low whistle, bodhrán, bouzouki, voce, arrangiamento

Altri musicisti
- Kai Hahto – batteria, arrangiamento
- Tero "TeeCee" Kinnunen – arrangiamento
- Orchestre de Grandeur
  - Perry Montague-Mason – violino
  - Emlyn Singleton – violino
  - Dermot Crehan – violino
  - Patrick Kiernan – violino
  - Mark Berrow – violino
  - Rita Manning – violino
  - Boguslaw Kostecki – violino
  - Everton Nelson – violino
  - Chris Tombling – violino
  - Steve Morris – violino
  - Jackie Hartley – violino
  - Emil Chakalov – violino
  - Pete Hanson – violino
  - Jim McLeod – violino
  - Sonia Slany – violino
  - Pete Lale – viola
  - Bruce White – viola
  - Martin Humbey – viola
  - Rachel Bolt – viola
  - Andy Parker – viola
  - Martin Loveday – violoncello
  - Dave Daniels – violoncello
  - Jonathan Williams – violoncello
  - Frank Schaefer – violoncello
  - Paul Kegg – violoncello
  - Chris Laurence – contrabbasso
  - Steve Mair – contrabbasso
  - Richard Pryce – contrabbasso
  - Andy Findon – flauto, ottavino
  - Anna Noakes – flauto, ottavino
  - David Theodore – oboe, corno inglese
  - Nicholas Bucknall – clarinetto in si bemolle minore
  - Dave Fuest – clarinetto in si bemolle minore, clarinetto basso
  - Julie Andrews – fagotto, controfagotto
  - Richard Watkins – corno francese
  - Philip Eastop – corno francese
  - Nigel Black – corno francese
  - Phil Cobb – tromba
  - Mike Lovatt – tromba
  - Kate Moore – tromba
  - Mark Nightingale – trombone tenore
  - Ed Tarrant – trombone tenore
  - Andy Wood – trombone basso
  - Owen Slade – tuba
  - Skaila Kanga – arpa
  - Paul Clarvis – percussioni etniche
  - Stephen Henderson – percussioni etniche, timpani
  - Frank Ricotti – percussioni orchestrali
  - Gary Kettel – percussioni orchestrali
- The Metro Voices – coro
- The Children's Choir – coro
- James Shearman – conduzione orchestra e cori
- Pip Williams – orchestrazione, arrangiamento e direzione dei cori e dell'orchestra

Produzione
- Tuomas Holopainen – produzione
- Nightwish – coproduzione
- Tero "TeeCee" Kinnunen – coproduzione, registrazione, ingegneria del suono
- Mikko Karmilla – missaggio
- Mika Jussila – mastering
- Michael Taylor – registrazione parti vocali di Richard Dawkins (tracce 1 e 11)
- Steve Price – ingegneria orchestra e cori
- Jeremy Murphy – assistenza tecnica orchestra e cori

## Classifiche
| Classifica (2015)   | Posizione massima |
| ------------------- | ----------------- |
| Austria             | 53                |
| Finlandia           | 3                 |
| Finlandia (digital) | 1                 |
| Finlandia (radio)   | 13                |
| Francia             | 200               |
| Germania            | 33                |
| Svizzera            | 33                |